# Pavel Filip
Pavel Filip (* 10. dubna 1966, Pănășești) je moldavský politik, zastávající od 20. ledna 2016 do 8. června 2019 post premiéra a během ústavní krize mezi 9. a 15. červnem 2019 post prezidenta země.

## Život
V letech 2011–2016 zastával post ministra informatiky a komunikace. V lednu 2016 byl jmenován moldavským premiérem. V červnu 2019 byl odvolán z funkce ústavním soudem prezident Igor Dodon v souvislosti s neúspěšným jednáním o sestavení vlády mezi vítěznými stranami po volbách v únoru 2019. Na jeho místo byl jmenován Pavel Filip jakožto úřadující premiér. Ústavní soud své rozhodnutí 15. června zrušil a Dodon nabyl zpět pravomoci prezidenta.
Pavel Filip je členem demokratické strany.

## Vyznamenání
- Řád pracovní slávy – Moldavsko, 2014 – udělil Nicolae Timofti[5]